# Bessie Smith
Bessie Smith (Chattanooga, 15. travnja 1894. – Clarksdale, 26. rujna 1937.), američka jazz pjevačica.
Pravo ime – Elisabeth
Afirmirala se kao najbolja interpretatorica bluesa ("kraljica bluesa") u razdoblju klasičnoga jazza (1920-ih i 1930-ih godina). Nastupala je s vodećim jazz-glazbenicima i sastavima. Na vrhuncu slave prodala je dva milijuna ploča. Stradala je u automobilskoj nesreći zbog gubitka krvi jer su je odbili prihvatiti u obližnjoj bolnici za bijelce. 